# John Shoffner
John Paul Shoffner (* 25. Juli 1955 in Fairbanks, Alaska) ist ein US-amerikanischer Unternehmer, Pilot, Rennfahrer und Astronaut.

## Leben
Shoffner wuchs in Middlesboro, Kentucky auf. Schon mit 17 Jahren wurde er Pilot. Insgesamt absolvierte er mehr als 8500 Flugstunden. Außer Land- und Wasserflugzeugen flog er auch Hubschrauber, ausgemusterte Militärflugzeuge und Flugzeuge mit Sternmotor. Seit seiner Kindheit interessierte sich Shoffner für die Raumfahrt. Schon mit 8 Jahren gründete er in seiner Heimatstadt mit seinen Freunden einen Astronauten-Club.
Als Unternehmer war Shoffner speziell in der Glasfaserindustrie und der Telekommunikation tätig. 1971 gründete Shoffners Vater die Firma Dura-Line (heute Teil von Orbia). Shoffner übernahm die Firma, entwickelte sie weiter und gründete weltweit Filialen. Die Firma stellt Kunststoffrohre her, die zu verschiedenen Zwecken dienen, unter anderem zum Verlegen von Glasfaserkabeln. Shoffner selbst entwickelte ein Innenrohr mit imprägniertem Gleitmaterial, das die Reibung zwischen Glasfaserkabel und Rohr verringert. Außerdem hat es wellen- und/oder rippenförmige Wände, die ebenfalls zur Verringerung der Reibung und zur Ableitung von Wärme beitragen. Shoffner meldete diese Entwicklung als Patent an. 1997 verließ Shoffner Dura-Line, deren CEO er bis zu diesem Zeitpunkt gewesen war, um sich anderen Interessen zu widmen.
Mit seinem Vermögen fördert Shoffner die naturwissenschaftliche und technische Ausbildung. Auch seinen Raumflug betrachtet Shoffner als ein Mittel, die Begeisterung der Jugend für diese Themen zu wecken.

## Privatleben und Hobbys
Shoffner ist verheiratet. In seiner Freizeit betreibt er zusammen mit seiner Frau Fallschirmspringen. Von 2015 bis 2020 nahm er an verschiedenen Autorennen am Nürburgring teil. Außerdem fährt er Fahrrad, Wasserski, Wildwasserkanu, betreibt Gleitschirmfliegen und Base-Jumping.

## Axiom Mission 2
2022 stellte Axiom Space die Mannschaft der Axiom Mission 2 zusammen. Neben Shoffner als Pilot gehören zur Mannschaft Peggy Whitson als Kommandantin der Mission, Ali Alqarni und Rayyanah Barnawi als Missionsspezialisten. Shoffner ist der Einzige der vier, der den Flug selbst privat bezahlt. Der Flugpreis soll um die 55 Millionen Dollar betragen. Die vier Raumfahrer starteten am 21. Mai 2023 21:37 UTC (= 23:37 MESZ) mit einem Dragon-2-Raumschiff auf einer Falcon 9 vom Kennedy Space Center. Das Raumschiff dockte am 22. Mai 2023 um 13:10 UTC (= 15:10 MESZ) an der ISS an. Die Raumkapsel dockte am 30. Mai 2023 um 15:05 UTC ab und landete am 31. Mai 2023 um 3:04 UTC im Golf von Mexiko.